# CompactFlash

CompactFlash-карта

CompactFlash — торговая марка одного из первых форматов карт флеш-памяти. Формат разработан компанией SanDisk Corporation в 1994 году.
Несмотря на возраст, карты этого формата всё ещё популярны в фототехнике благодаря рекордным показателям скорости и ёмкости. В 2014 году максимальный объём накопителей с интерфейсом CompactFlash достиг 512 Гбайт.

## Характеристики и совместимость
Различают карты двух типоразмеров: CompactFlash Type I и Type II. Вариант карт Type II был создан исключительно для миниатюрных жёстких дисков Microdrive и на сегодня может считаться устаревшим. Размеры карт CompactFlash Type I составляют 42 мм на 36 мм, толщина составляет 3,3 мм, CompactFlash Type II — 5 мм. Карты CompactFlash Type I могут вставляться в слоты обоих типоразмеров, CompactFlash Type II — только в слот для CompactFlash Type II.
Интерфейс CompactFlash имеет 50-штырьковый разъём — это сокращённый набор сигнальных линий PCMCIA разъёма, имеющего 68 штырьков (как 16-битная PC Card с адресным ограничением 0x7FF). Карта памяти CompactFlash может быть установлена в разъём PCMCIA Type II с помощью пассивного адаптера. Также с помощью пассивного адаптера возможно подключение CompactFlash к шине дисковых накопителей IDE (ATA) (разводка данных интерфейсов не полностью совпадает). Подключение к последовательным интерфейсам (USB, FireWire, SATA) возможно при использовании активного адаптера.
Некоторые мульти-кардридеры используют интерфейс CompactFlash также и для ввода-вывода. Подобно CompactFlash некоторые новые типы карт, которые меньше её размером, предусмотрены для использования их и в слоте карт CompactFlash через адаптер. Форматы, которые могут быть использованы таким образом, включают SD/MMC, Memory Stick Duo, xD-Picture Card в слоте Type I и SmartMedia в слоте Type II (по состоянию на 2005 год).

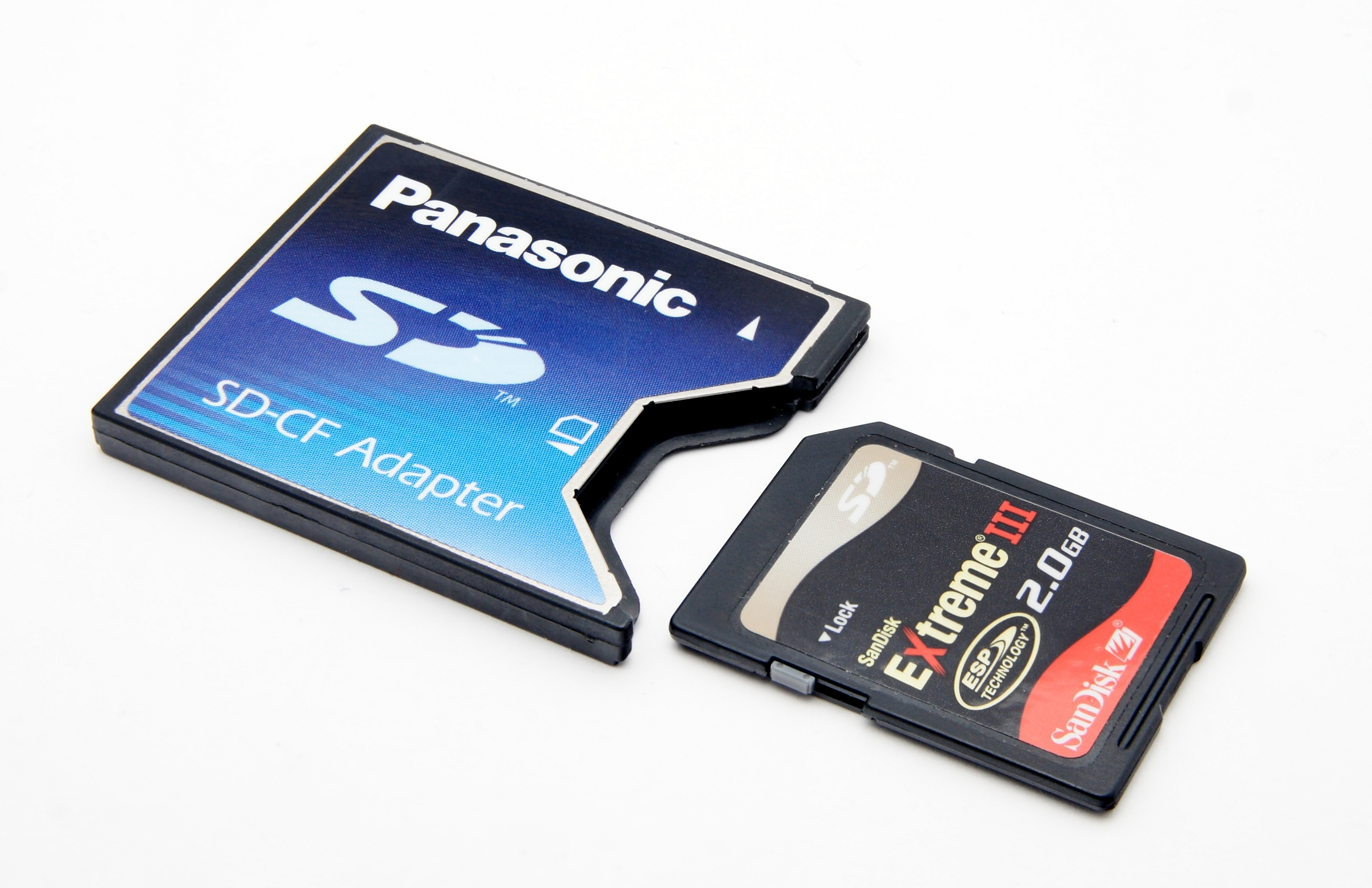
Переходник с Secure Digital на CompactFlash
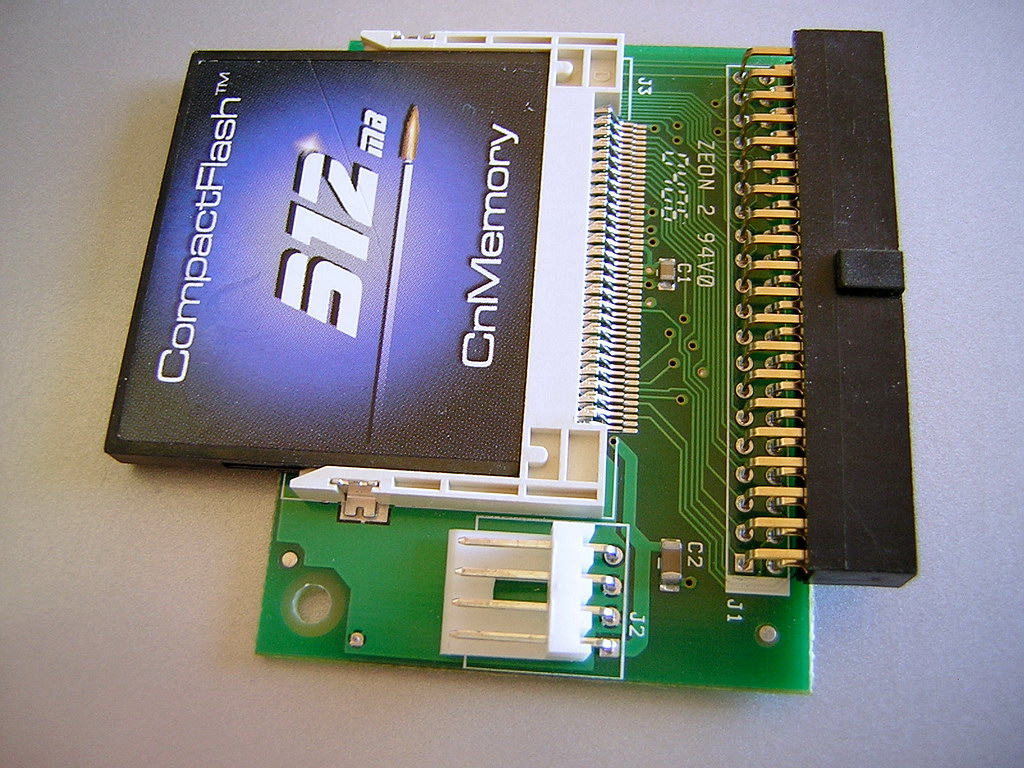
Внутренний адаптер CF — IDE
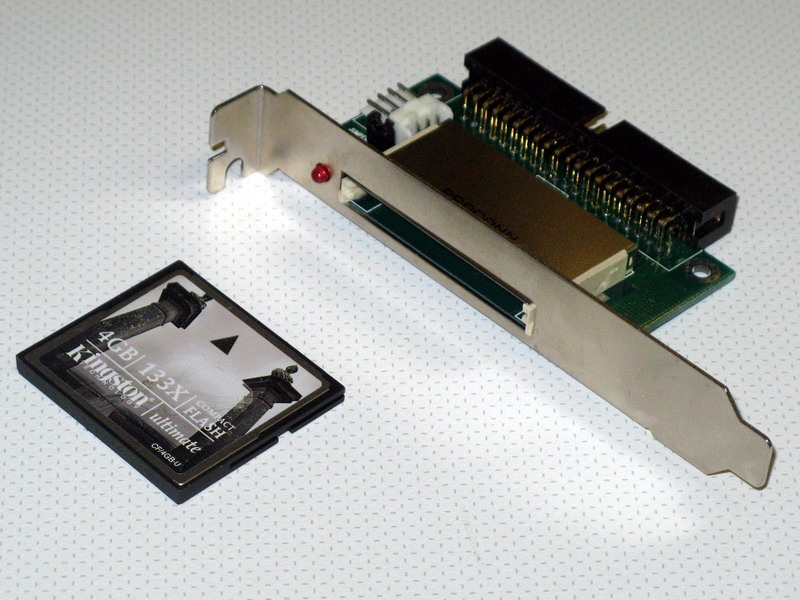
Адаптер CF — IDE для установки в слот карты расширения системного блока
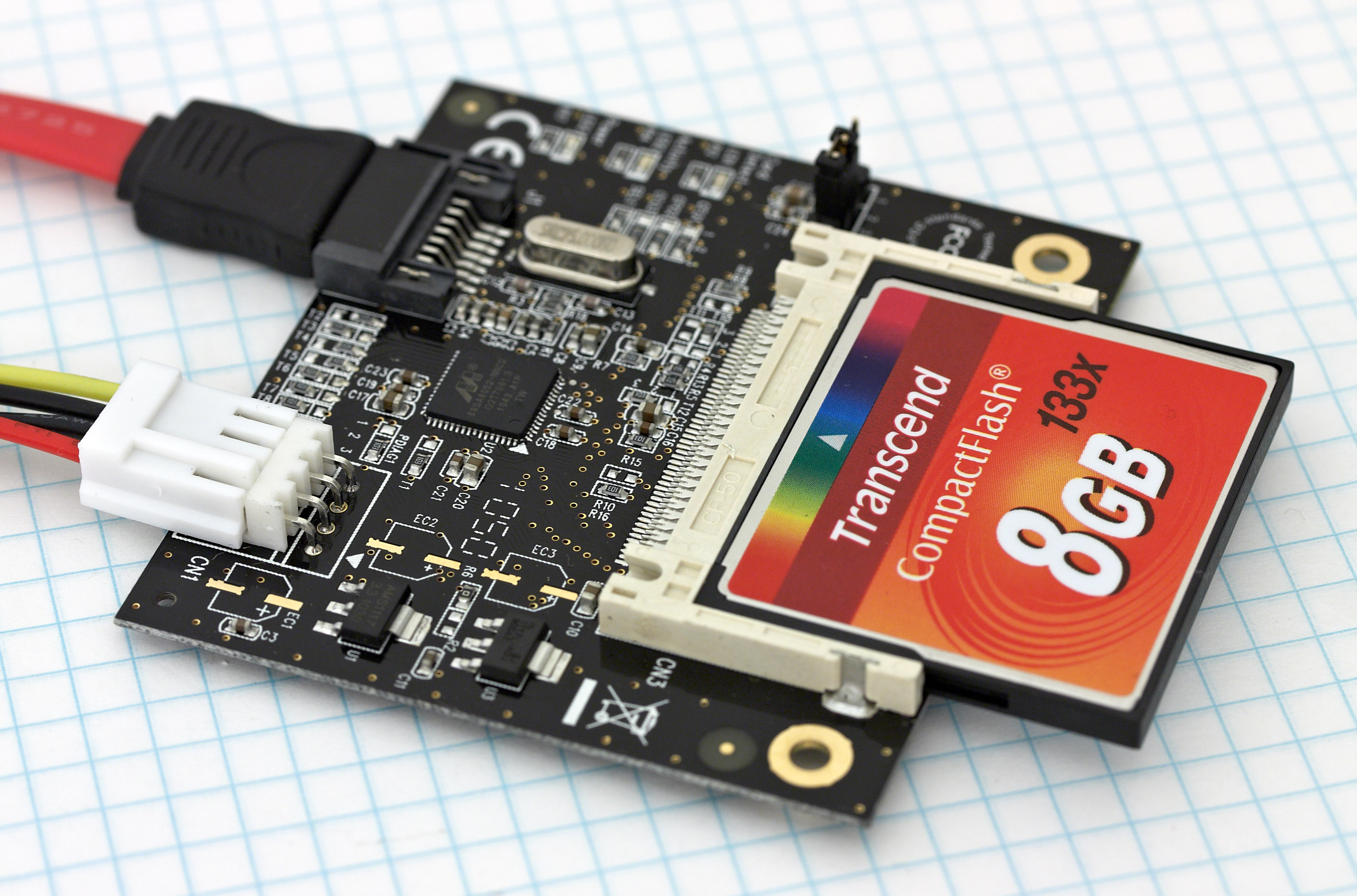
Внутренний адаптер CF — SATA
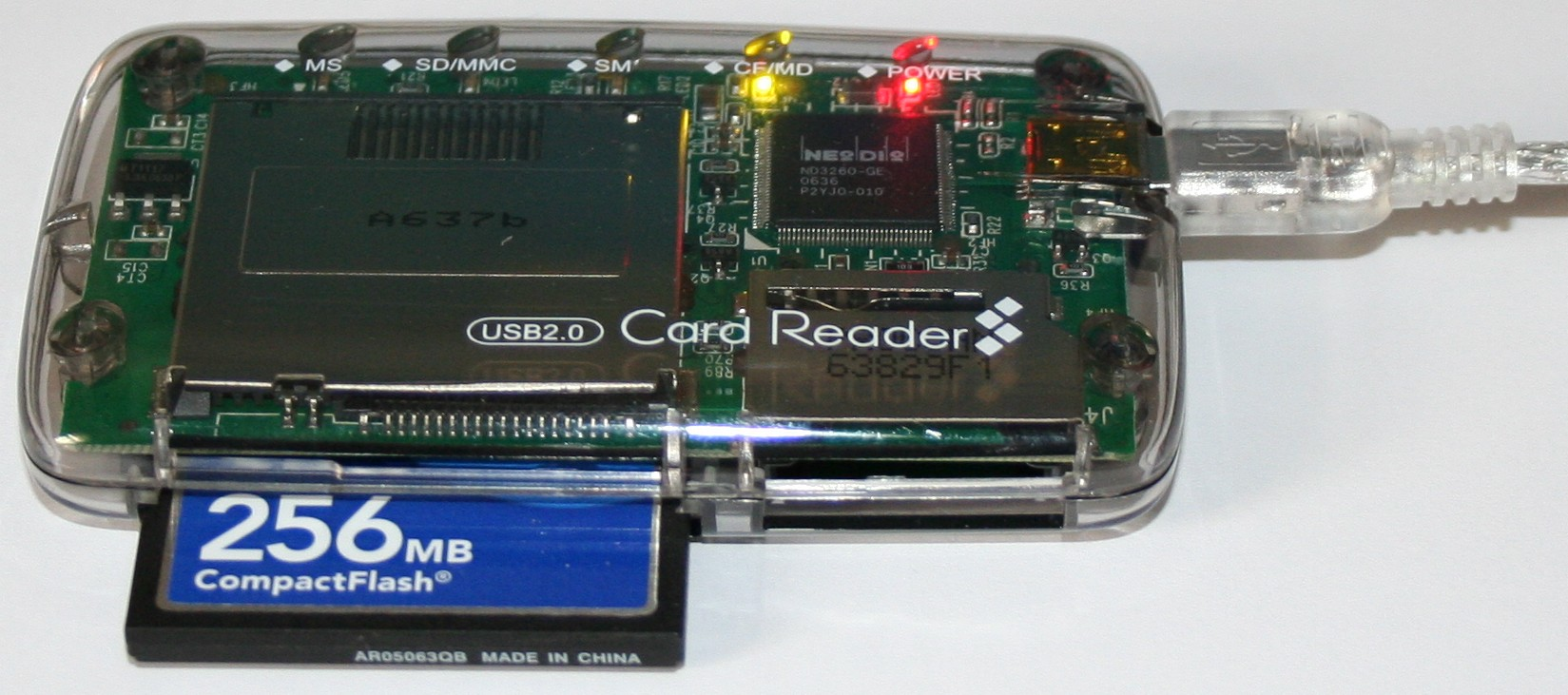
Внешний USB-мультикардридер со слотом для CF
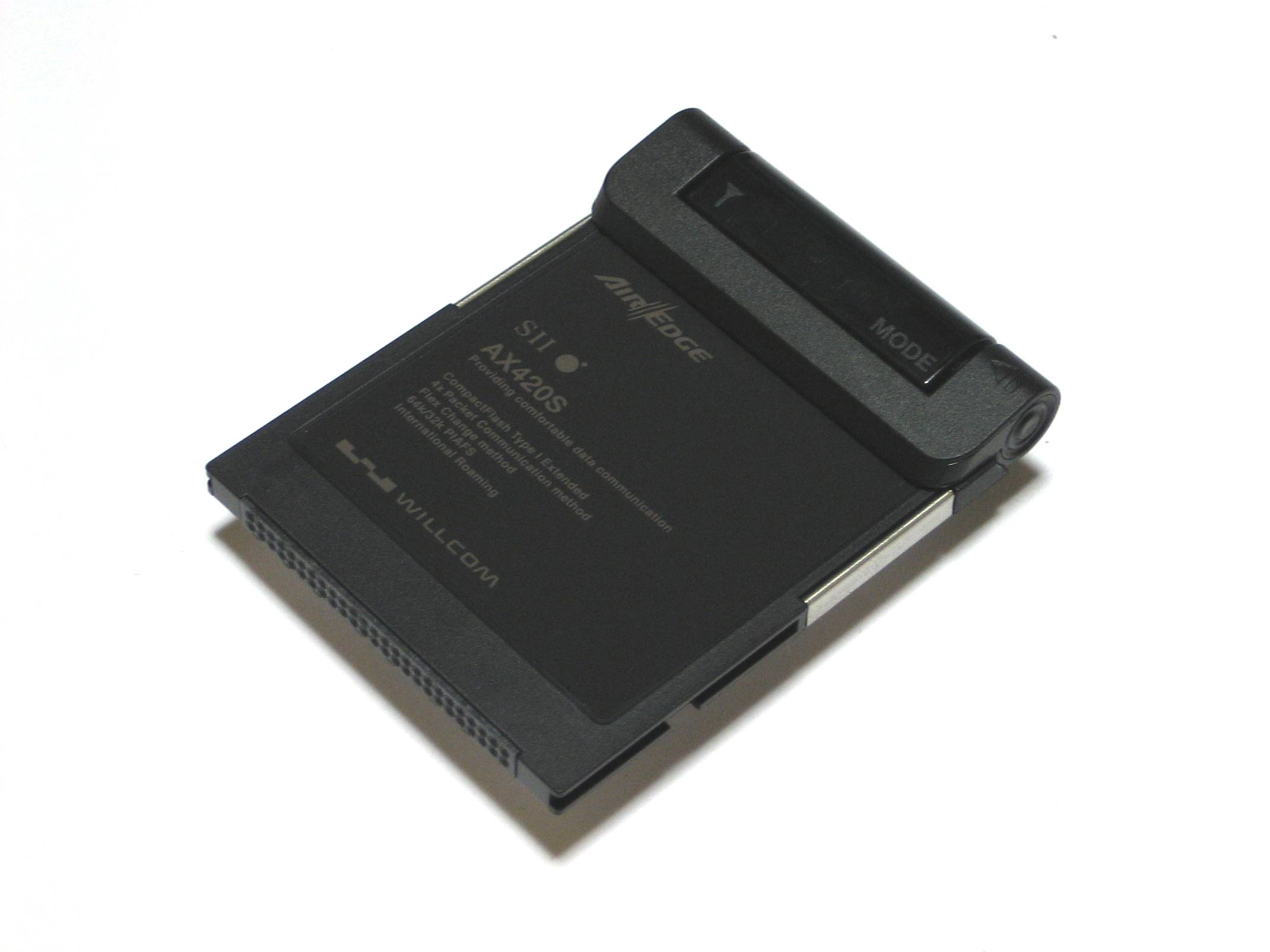
EDGE-модем для подключения через интерфейс CF
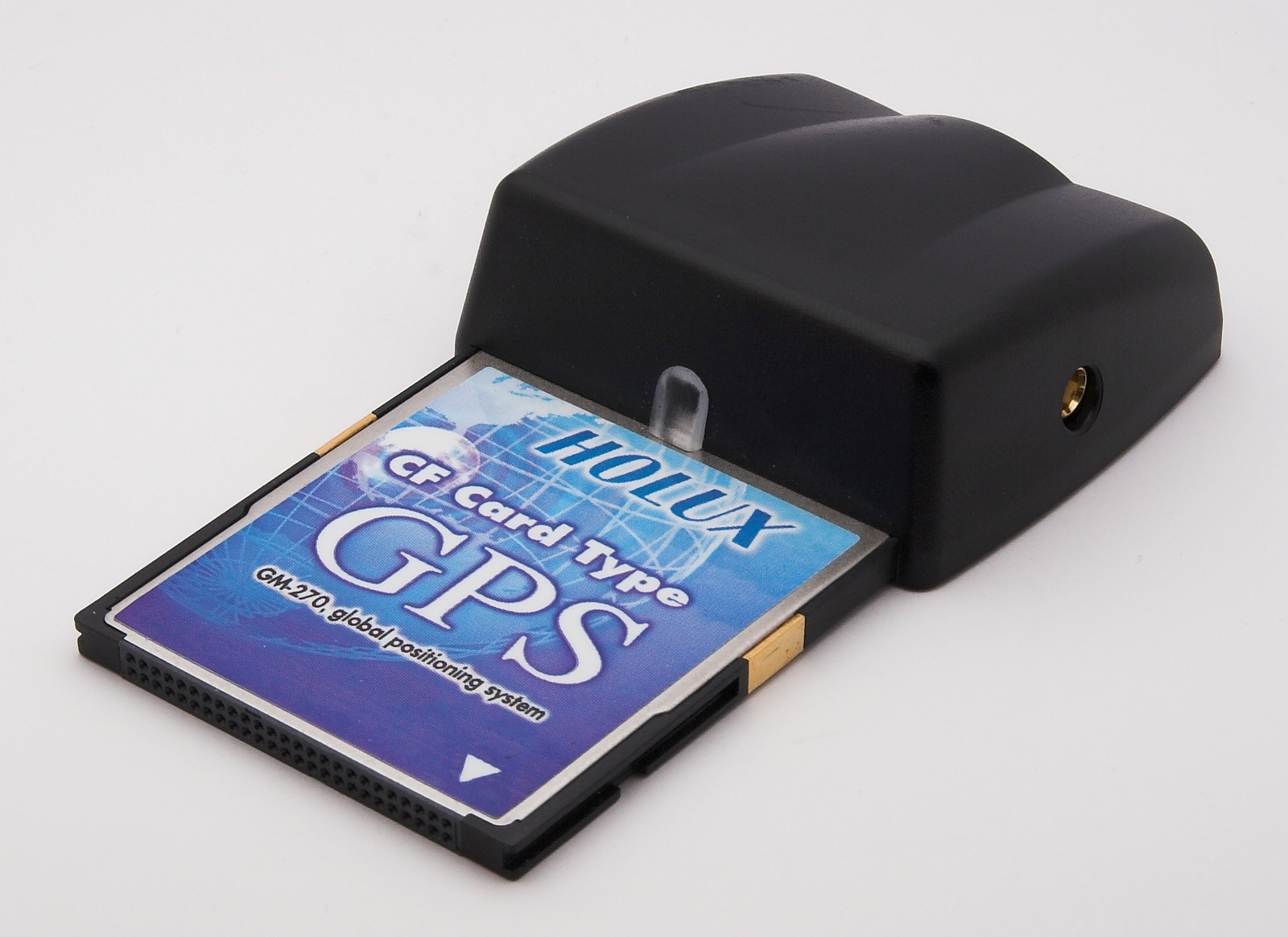
GPS-приёмник для подключения через интерфейс CF

## Стандарт

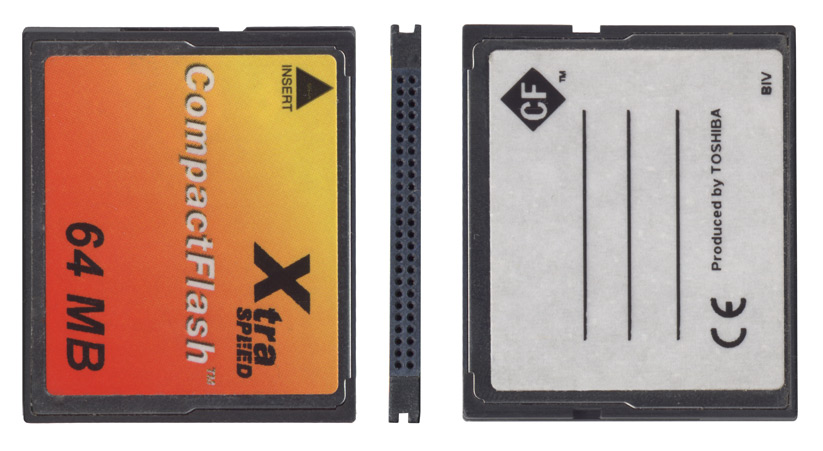
CompactFlash Type I. 64 MB

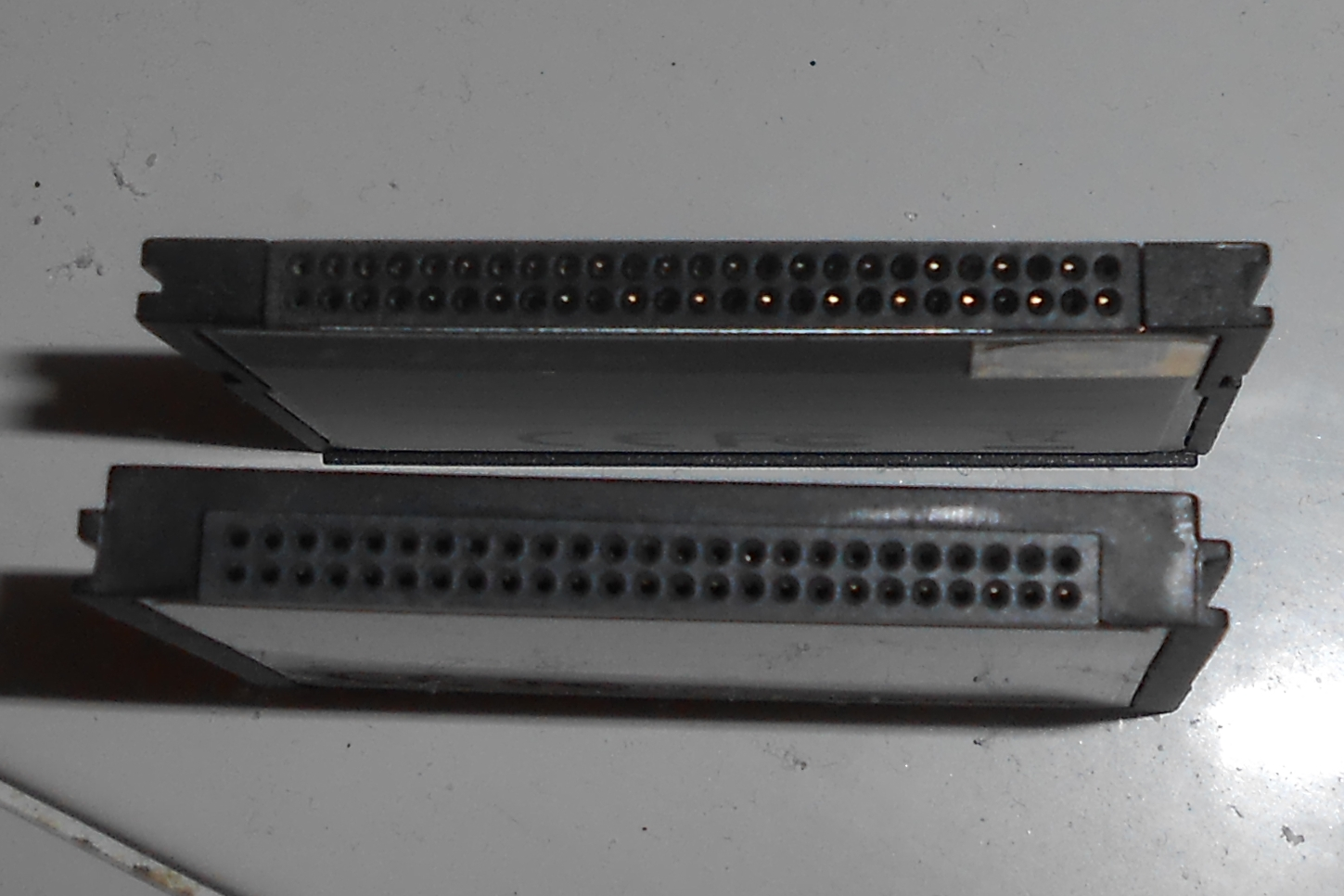
CompactFlash-карты I (сверху) и II (снизу) типов со стороны разъёмов

Спецификацию для данного формата составляет Ассоциация CompactFlash.
Стандарт специфицирует:
- размеры и механические свойства устройств CompactFlash, а также типы применяемых разъёмов;
- электрический интерфейс (сигналы шины, циклы шины, а также цоколёвка разъёмов);
- метаформат;
- программную модель устройств CompactFlash;
- адаптеры для подключения устройств CompactFlash к шине PCMCIA.

### История спецификаций
- CompactFlash 1.0 (1995).
- CompactFlash+ (1997).
- CompactFlash 2.0 (2003). Скорость до 16,6 МБ/с.
- CompactFlash 3.0 (2004). Скорость до 66 МБ/с.
- CompactFlash 4.0 (2006). Скорость до 133 МБ/с. Объём до 137 Гигабайт.
- CompactFlash 5.0 (2010). Скорость до 133 МБ/с. Ограничения объёма изменены до огромной величины около 144 Петабайт[3][4]
- CompactFlash 6.0 (2010). Скорость до 167 МБ/с[5]

### CFast

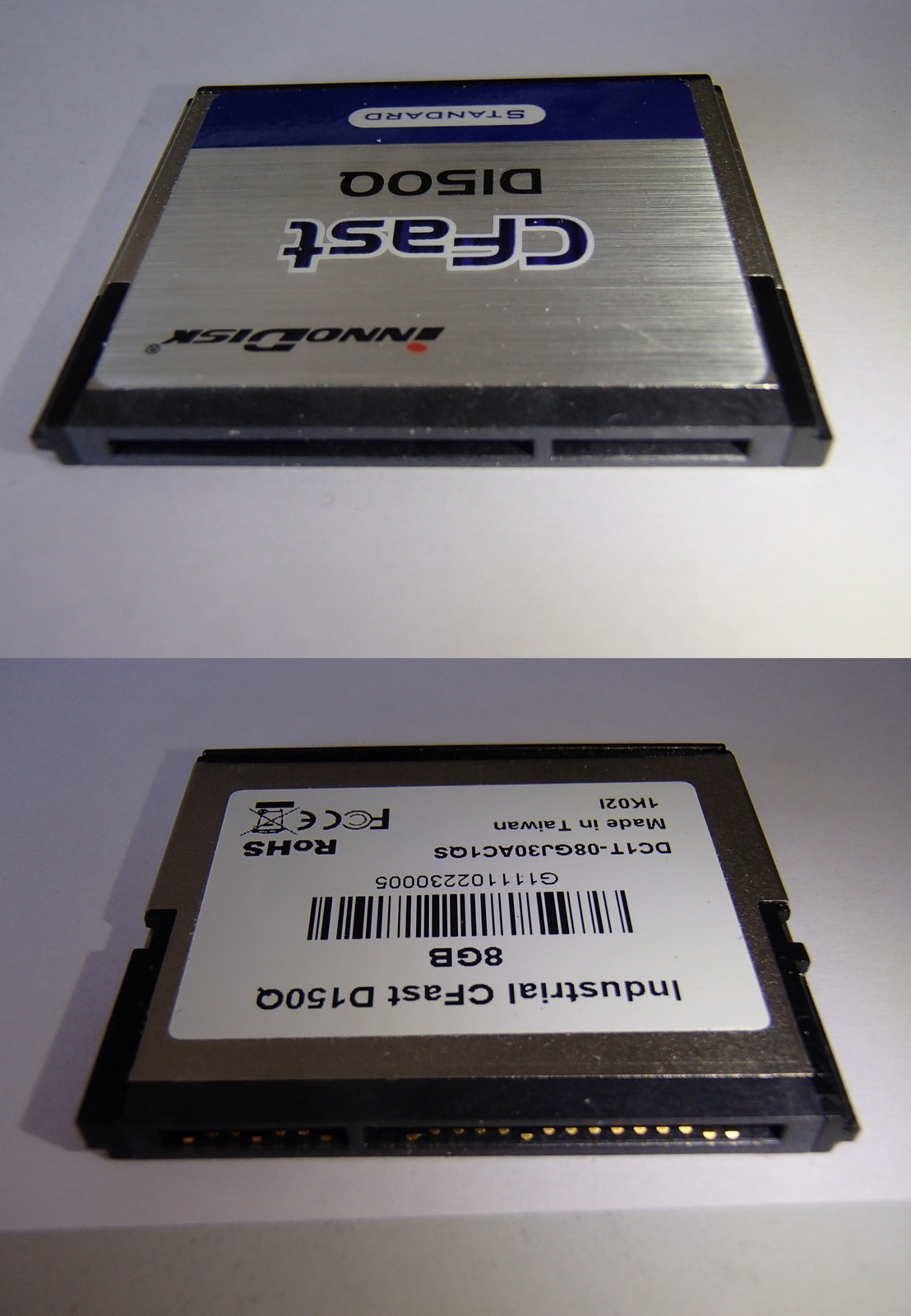
Карты CFast 1.0

Дальнейшим развитием стандарта стали карты CFast на шине SATA. Карты CFast несовместимы электрически и физически с CF, обладают стандартным 7-контактным соединителем SATA-интерфейса и 17-контактным - питания (отличным от SATA). Первые карты и устройства для работы с ними были представлены на рынке в 2010 году. На начало 2013 года карты этого формата не получили широкого распространения в пользовательских устройствах, однако они используются в некоторых «встраиваемых системах» в качестве единственного носителя данных и могут посредством дополнительного устройства-переходника быть установлены в обычный компьютер вместо жёсткого диска.

#### CFast 2.0
Второе поколение карт. Скорость записи 3400× (510 MB/s). В 2016 году компания Canon встроила дополнительный слот для карт памяти этого стандарта в свой фотоаппарат Canon EOS-1D X Mark II, заменив им дублирующее гнездо CompactFlash.

## Достоинства и недостатки

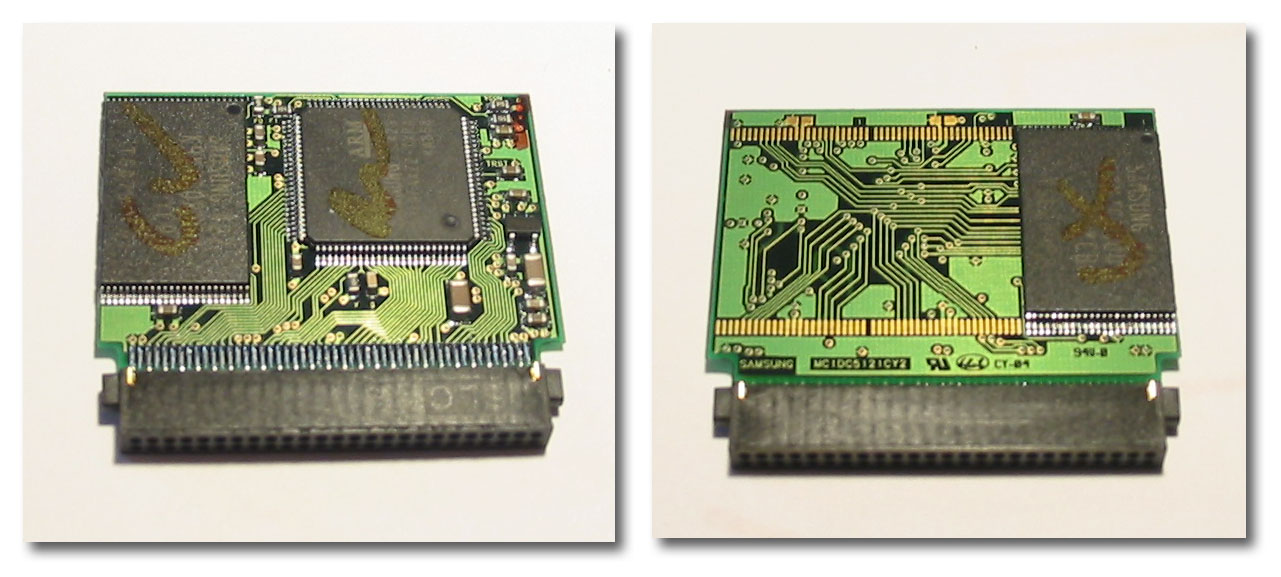
Устройство СF-карты

### Достоинства
- Ёмкость. СF — одна из наиболее вместительных карт флеш-памяти. Фирмы Pretec и SanDisk выпускают карты ёмкостью 256 гигабайт. Lexar и Kingston — 512 ГБ[8].
- Скорость. СF — очень быстрая карта памяти, её скорость записи/чтения выше, чем у других форматов карт флеш-памяти, благодаря чему, например, в фототехнике с использованием CF можно снимать длинными сериями, не опасаясь переполнения буфера. В 2012 году в продаже появились накопители фирмы Lexar с интерфейсом CompactFlash со скоростью чтения 1000x (150 МБ/с).[9]
- Отсутствие DRM. СF — универсальная карта памяти, пригодная не только для хранения издательского контента.
- Совместимость. При помощи пассивного переходника карты CF можно подключать к IDE-портам компьютеров, а CFast к SATA-портам. Часто применяются в промышленном оборудовании и в тонких клиентах.

### Недостатки
- Значительный размер. Сейчас CF — самые крупные карты памяти на массовом рынке.
- Дороговизна. Карты памяти CF при той же ёмкости стоят значительно дороже по сравнению с другими форматами и обычными USB-флешками.
- Неудачная конструкция, при которой в ряде случаев (непроизвольный перекос, попытка вставить карту неверным образом, износ направляющих считывающего устройства и т. д.) возможен изгиб или выход из строя контактов считывающего устройства (в CFast это исправлено). Не предусмотрена чёткая фиксация карты в считывающем устройстве, что, в совокупности с достаточно большим усилием установки и извлечения карты, вынуждает производителей совместимых устройств снабжать гнездо для карты дополнительными механическими приспособлениями, облегчающими эти процессы.

## Скорость

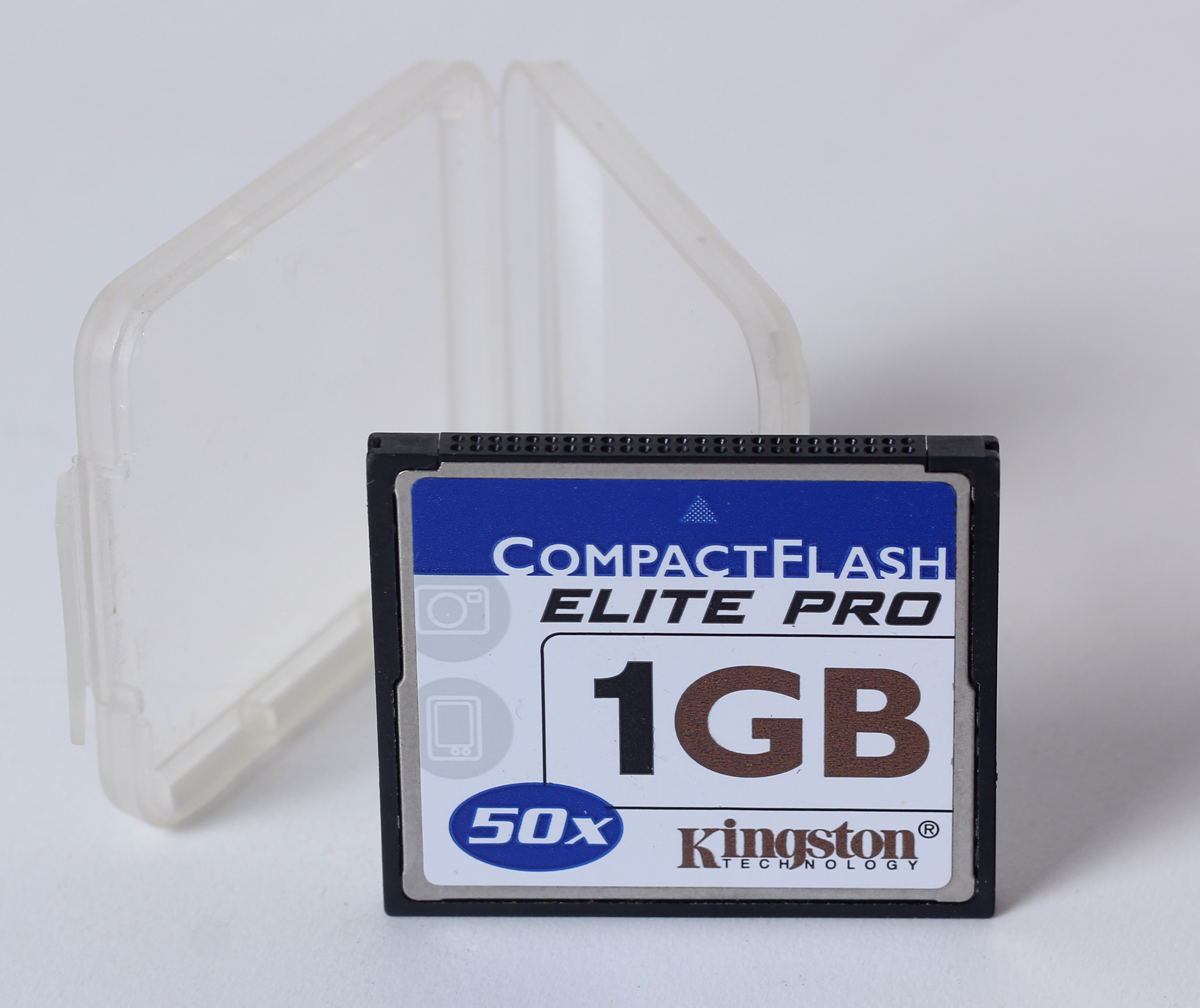
CompactFlash 1 GB, скорость передачи данных 50×

Скорость карты обычно обозначают как «×» (знак умножения) и перед ним ставится число, означающее во сколько раз скорость чтения карты больше, чем скорость 150 кбайт/с (это минимальная и стандартная скорость чтения компакт-диска при минимальной стандартной скорости вращения шпинделя механизма привода; эту скорость принято обозначать 1×). В таблице приведены стандартные значения скорости карты и соответствующая ей максимальная скорость передачи данных, определённая стандартом.
| стандарт | скорость (Мбайт/с) |
| -------- | ------------------ |
| 6×       | 0,9                |
| 32×      | 4,8                |
| 40×      | 6,0                |
| 66×      | 10,0               |
| 80×      | 12,0               |
| 100×     | 15,0               |
| 133×     | 20,0               |
| 150×     | 22,5               |
| 200×     | 30,0               |
| 266×     | 40,0               |
| 300×     | 45,0               |
| 400×     | 60,0               |
| 600×     | 90,0               |
| 800×     | 120,0              |
| 1000×    | 150,0              |
| 1066×    | 160                |